# Фельдман, Петер
Петер Фельдман (нем. Peter Feldmann) — немецкий социальный педагог и политик.
Петер Фельдман родился 7 октября 1958 года в Хельмштедте (Нижняя Саксония), детство провёл во Франкфурте-на-Майне, в многоэтажном поместье в северо-западном районе Бонамес.
В 1967 году в возрасте девяти лет вступил в организацию Социалистическая молодёжь. В 1974 году стал членом Союза молодых социалистов и социалисток в СДПГ (Juso) и СДПГ. После посещения художественной школы в 1970 году, окончил школу Эрнста Рейтера в 1979 году. В период с 1979 по 1980 находился в Израиле, где обучался садоводству в Кибуце. В 1986 году получил диплом специалиста по политологии Марбургского университета. В 1981 году был избран председателем AStA в Марбурге и заместителем государственного председателя Juso. Позже прошел стажировку на экономиста по социальному бизнесу (выпуск 2009 г.).
Работает в социальной сфере. Первоначально начал на семинаре администрации Франкфурта по политике, истории и конституционным исследованиям, где он проработал преподавателем до 1988 года.
В 1988—2012 годах депутат городского совета Франкфурта-на-Майне от СДПГ.
В ходе голосования 25 марта 2012 года Фельдманн был избран мэром Франкфурта-на-Майне, набрав 57,4 % голосов против своего конкурента Бориса Рейна, который занял второе место с 42,6 %. Фельдманн добился успеха в предвыборной программе, поставив социальные аспекты (доступное жилье) на первое место в повестке. Фельдманн также является сторонником безопасности Израиля.
Ушел с поста 11 ноября 2022 года
23 декабря 2022 года Фельдманн был признан виновным по двум пунктам обвинения в получении пособия и оштрафован на 21 000 евро. Фельдманн объявил, что подаст апелляцию на приговор. 
Фельдман покинул СДПГ в феврале 2023 года. В октябре 2023 года Фельдман объявил, что присоединился к левым и будет работать с партией над проектами в Веттераукрейсе. Национальное руководство "Левых" отрицало, что он был членом партии, отмечая, что внутри партии были сомнения по поводу его принятия. Позже Фельдманн согласился не рассматривать свое заявление о вступлении.